# Walter Arendt

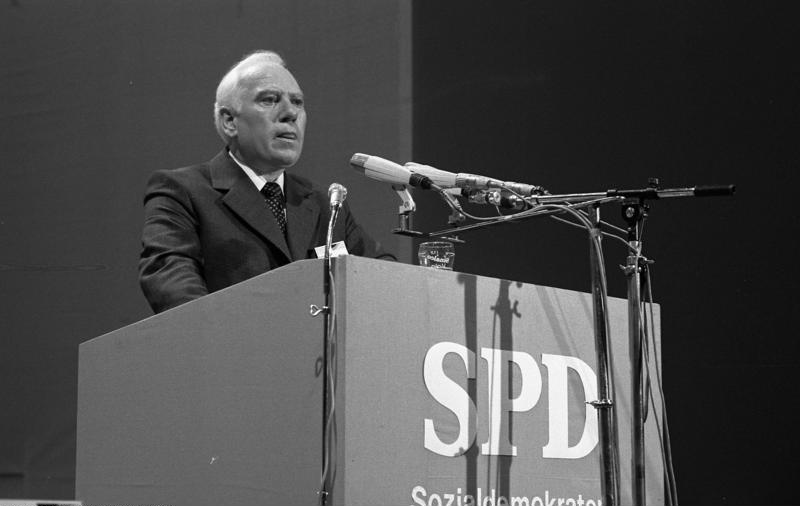
Walter Arendt, 1976

Walter Arendt (* 17. Januar 1925 in Heessen; † 7. März 2005 in Bornheim) war ein deutscher Gewerkschafter und Politiker (SPD). Er war in den Jahren 1969 bis 1976 Bundesminister für Arbeit und Sozialordnung.

## Biografie

### Familie, Ausbildung und Beruf
Arendt war der Sohn eines Bergarbeiters, der früh an einer Staublunge verstarb – ein wichtiges Motiv für seinen späteren Kampf um eine frühere Pensionierung von Bergarbeitern. Nach dem Besuch der Volks- und der Berufsschule absolvierte er eine Ausbildung zum Bergmann und war dann von 1939 bis 1947, unterbrochen durch Arbeits- und Kriegsdienst sowie anschließende Kriegsgefangenschaft, im Bergbau tätig. In den Jahren 1947 bis 1949 besuchte er jeweils ein Jahr die Akademie der Arbeit in Frankfurt am Main sowie die Akademie für Gemeinwirtschaft in Hamburg.
In den Jahren 1948 bis 1955 war er bei der Presseabteilung der IG Bergbau und Energie (heute: IG Bergbau, Chemie, Energie) in Bochum, zuletzt ab 1954 als kommissarischer Leiter der Pressestelle tätig. Im Jahr 1955 rückte er in den geschäftsführenden Vorstand der IG Bergbau und Energie auf und wurde schließlich 1964 zu ihrem Vorsitzenden gewählt. 1967 wurde er zusätzlich Präsident des Internationalen Bergarbeiterverbandes. Mit der Ernennung zum Bundesminister für Arbeit und Sozialordnung schied Arendt 1969 aus seinen Gewerkschaftsämtern aus.

### Partei
Arendt war seit dem Jahr 1946 Mitglied der SPD. Von 1968 bis 1979 war er Mitglied im SPD-Bundesvorstand und von 1973 bis 1979 zudem Mitglied des Präsidiums der SPD. In den Jahren 1961 bis 1980 war er Mitglied des Deutschen Bundestages, vom 29. November 1961 bis 21. Januar 1970 zusätzlich Mitglied des Europäischen Parlamentes. Von 1976 bis 1980 war er stellvertretender Vorsitzender der SPD-Bundestagsfraktion.

### Öffentliche Ämter
Nach der Bildung der sozialliberalen Koalition wurde Arendt am 22. Oktober 1969 als Bundesminister für Arbeit und Sozialordnung in das Kabinett von Willy Brandt berufen. 1973 verfügte er den Gastarbeiter-Anwerbestopp. Er behielt dieses Amt zunächst auch unter Bundeskanzler Helmut Schmidt. Nach einem Konflikt zwischen der Regierung und der SPD-Fraktion um eine Rentenerhöhung erklärte Arendt unmittelbar nach der Bundestagswahl 1976 und der Wiederwahl Schmidts zum Bundeskanzler seinen Rücktritt und schied am 14. Dezember 1976 aus der Bundesregierung aus.

### Ehrungen
- Walter Arendt wurde im Jahr 1975 das Große Bundesverdienstkreuz mit Stern und Schulterband verliehen.
- Die Marie-Juchacz-Plakette der Arbeiterwohlfahrt wurde ihm 1974 verliehen.
- Arendt wurde am 12. Dezember 1986 mit dem Verdienstorden des Landes Nordrhein-Westfalen ausgezeichnet.[2]

### Würdigungen
- Die Walter-Arendt-Straße in Rösrath wurde ebenso wie die Walter-Arendt-Straße in seinem Geburtsort Heessen nach ihm benannt.